# Batem
Luc Collin, dit Batem, né le 6 avril 1960 à Kamina (Congo belge), est un dessinateur et scénariste belge de bande dessinée, connu pour la reprise du personnage du Marsupilami d'André Franquin.

## Biographie
Luc Collin naît le 6 avril 1960 à Kamina dans l'ancien Congo belge,. Ses parents viennent d'installer à Bouffioulx en 1970. Après avoir suivi les cours de Vittorio Léonardo à l'Atelier BD de l'Académie des beaux-arts de Châtelet durant ses études secondaires, Luc Collin décide de se lancer dans l'illustration. Il s'inscrit à l'École supérieure des arts Saint-Luc de Liège, où il suit une formation spécialisée dans la bande dessinée qu'il termine en 1981.
Il propose son travail aux éditions Dupuis, qui le refuse. Il est donc naturellement redirigé vers la SEPP (Société d'édition, de presse et de publicité), studio spécialisé dans l'adaptation audiovisuelle et merchandising des bandes dessinées. Collin y travaille sur Shoe, Les Snorkels et surtout le Marsupilami.
Lorsque Jean-François Moyersoen convainc André Franquin de la nécessité de développer le Marsupilami en albums, dans le cadre d'une structure indépendante de Dupuis (Marsu Productions), le créateur de l'animal fait appel à Luc Collin, dont il avait remarqué la qualité du travail sur les produits dérivés du Marsupilami. Le 8 janvier 1987, Batem rencontre Greg, Franquin et Moyersoen ; quatre mois plus tard, La Queue du Marsupilami paraît. Assez vite, Batem développe seul l'univers du Marsupilami, et continue à le faire depuis la mort de Franquin, en 1997.
En 2024, il délaisse le Marsupilami le temps de dessiner une aventure de Fantomiald, Un Travail pour Fantomiald, avec le scénariste Nicolas Pothier, dans la collection « Créations originales Disney/Glénat ».
Batem travaille à l'atelier Armageddon qu'il partage avec Ludo Borecki, Clarke, Marco Venanzi, Benoît Ers, Marc-Renier, Johan Pilet, Corentin Longrée et Mathieu Barthélémy à Liège,.

## Œuvre

### Publications

#### Albums de bande dessinée
- Le Marsupilami, 34 albums, sur des scénarios de Colman, Greg, Yann, Xavier Fauche, Éric Adam, lui-même, Jérémie Kaminka, Jean-Michel Bourcquardez, Marais, Olivier Saive, Vincent Dugomier, André Franquin (mise en scène), Marsu Productions, 1987-2010.
- Sam Speed (scénario), avec Stéphan Colman, Mo/CDM et Madeline, La Sirène.

1. Gaz à tous les étages, 2003[8].

##### Mickey et Cie
- 18. Un Travail pour Fantomiald[9],[10],[11],[12], Glénat, coll. « Disney Créations Originales », Grenoble, 9 octobre 2024
Scénario : Nicolas Pothier - Dessin : Batem - Couleurs : Cerise -  (ISBN 978-2-344-04445-2)

#### Artbook
- Le Marsupilami - Une vie en dessins, Dupuis, Marcinelle, 14 janvier 2022
Scénario : Yann Delaunay - Dessin : Batem - Couleurs : quadrichromie -  (ISBN 978-2-390-41014-0)

### Expositions collectives
- Marsupilami, The Houba show ![18],[19],[20],[21], Centre belge de la bande dessinée, Bruxelles, du 8 septembre 2022 au 15 janvier 2023.

## Prix et récompenses
- 1994 :  prix d'honneur au Festival de bande dessinée de Middelkerke à Middelkerke pour Marsupilami[22] ;
- 2000 :  prix Bédéis causa pour l'ensemble de l'œuvre[23].

#### Livres
: document utilisé comme source pour la rédaction de cet article.
- Jean Pirotte (dir.) et Luc Courtois, Du régional à l'universel. : L'imaginaire wallon dans la bande dessinée., Louvain-la-Neuve, Fondation wallonne Pierre-Marie et Jean-François Humblet, 1999, 310 p. (ISBN 978-2-9600072-3-7 et 2960007239, OCLC 1075833932), p. 205 lire sur Google Livres
- Jacques Fiérain, « Batem », dans La BD dans les provinces de Liège, Namur et Luxembourg, Charleroi, Éd. l'Âge d'or, 2004, 112 p., ill. ; 31 cm (ISBN 9782960019698, OCLC 470388297, présentation en ligne), p. 8. .
- Patrick Gaumer, « Batem », dans Dictionnaire mondial de la BD, Paris, Larousse, 2010, 953 p., ill. ; 27 cm (ISBN 978-2-0358-4331-9 et 2-0358-4331-6, OCLC 920924930, présentation en ligne), p. 59. .

#### Périodiques
- Batem (interviewé par Christelle et Bertrand Pissavy-Yvernault), « Les invités : Il dessine avec Franquin le Marsupilami », La Lettre - L'officiel de la bande dessinée, Dargaud, no 21,‎ janvier - février 1995, p. 12-13.
- Paul Satis, « Bienvenue dans mon atelier : Batem », Spirou, Dupuis, no 4317,‎ 6 janvier 2021 (ISSN 0771-8071)
- Paul Satis, « Bienvenue dans ma bibliothèque : Batem », Spirou, Dupuis, no 4424,‎ 25 janvier 2023 (ISSN 0771-8071).

#### Articles
- « Rencontre avec Batem », La Dépêche du Midi,‎ 1er juillet 2015.
- Batem (interviewé par Daniel Couvreur), « Batem: «Que peut-il y avoir de mieux que de dessiner le Marsupilami ?» », Le Soir,‎ 7 septembre 2022 (lire en ligne , consulté le 7 mai 2023).
- Batem (interviewé par Bruce Rennes), « Interview de Batem, dessinateur du Marsupilami », Les Amis de la BD,‎ 30 mars 2024 (lire en ligne, consulté le 23 décembre 2024).
- Batem (interviewé par Nicolas Raduget et Marie Chicaud), « Dans la bulle de… Batem », La Ribambulle,‎ 20 novembre 2024 (lire en ligne, consulté le 13 décembre 2024).
- Batem (interviewé par Didier Pasamonik), « Interviews : Batem : comment devient-on dessinateur de Donald ? [Podcast] », ActuaBD,‎ 2 janvier 2025 (lire en ligne, consulté le 9 février 2025).

### Vidéographie
- [vidéo] « Batem raconte Franquin », sur YouTube, 12e festival BD de Puteaux du 29 au 31 mai 2015, (3 min 23 s).
- [vidéo] « Batem interview "Liège, terre de BD", festival international de la BD de Liège, 23e édition (2016) », sur YouTube
- [vidéo] « Les Anciens - Luc Collin (Batem) / BD », sur YouTube, 13 mars 2019